# Будка самогубств
Бу́дка самогубств — фантастичне приладдя для самогубства. Відома у тому числі за американським мультсеріалом «Футурама».

## У «Футурамі»

Будка для самогубства «Зайди та провались»

У світі «Футурами» (дійство якого відбувається у нашому світі в 3000 році) будки самогубства виглядають, як звичайні будки, схожі на телефонні, зі стандартною таксою у чверть долара США, однією монетою за одне використання.
Будки мають два режими самогубства — «швидка та безболісна» й «повільна та страждальна» смерть. Перший варіант не показується зовні, відомо тільки, що зовні це виглядає як яскравий спалах світла, що проникає назовні через щілини будки, зі свистячим звуком. Другий варіант включає в себе набір електричних розрядів та механізованих інструментів, таких, наприклад, як дриль та хірургічна кісткова пилка. Завершується процес неочікуваним втиканням і прокручуванням ножа у районі живота людини.
Також у епізоді «The Beast with a Billion Backs» Бендеру пропонують самому назвати спосіб і він вибирає «хаотичне побиття» + за 10 доларів виколювання очей.
Після виконання обраної процедури самогубства машина заявляє добродушним жіночим голосом — «Тепер Ви мертві. Дякуємо за користування нашою послугою; „Зайди та провались“ — це улюблені будки самогубств всієї Америки з 2008 року».
Вперше з'явилась у першому епізоді Футурами. В ній познайомились двоє головних героїв мультсеріалу — рознощик піци з 1999 року Фрай та робот Бендер. В ході цього детально показується використання будки.